# Zilverthiosulfaat
Zilverthiosulfaat Ag2S2O3 is het zilverzout van thiozwavelzuur.
Zilverthiosulfaat slaat neer als aan een natriumthiosulfaatoplossing zilvernitraat wordt toegevoegd:
{\displaystyle {\ce {S2O3^2- + 2 Ag+ -> Ag2S2O3 (v)}}}
Dit zilverthiosulfaat is echter onstabiel in waterige oplossing en disproportioneert met vorming van zilversulfide en zwavelzuur:
{\displaystyle {\ce {Ag2S2O3 + H2O -> Ag2S + H2SO4}}}
Zilverthiosulfaat wordt onder meer gebruikt voor het feminiseren van cannabiszaad. 